# Synaldis distracta
Synaldis distracta är en stekelart som först beskrevs av Christian Gottfried Daniel Nees von Esenbeck 1834.  Synaldis distracta ingår i släktet Synaldis och familjen bracksteklar. Arten är reproducerande i Sverige. Inga underarter finns listade i Catalogue of Life.